# Martha Stewart
Martha Stewart, geboren als Martha Helen Kostyra (Jersey City, New Jersey, 3 augustus 1941), is een Amerikaanse zakenvrouw, auteur en televisiepresentator. Voordat ze bekend werd, werkte ze als effectenmakelaar en model. Ze verwierf in haar land bekendheid als auteur van verschillende boeken, als hoofdredacteur van een landelijk tijdschrift en als presentator van televisieprogramma's. Ladies' Home Journal riep haar in 2001 uit tot de op twee na machtigste vrouw in de Verenigde Staten.

## Levensloop

### Jeugd
Stewart werd geboren in Jersey City, in een Pools-Amerikaans gezin. Haar moeder leerde haar koken en naaien, en van haar vader leerde ze tuinieren. Ze volgde haar opleiding aan de Barnard College, waar ze geschiedenis en kunstgeschiedenis studeerde.

### Carrière
Stewart begon haar loopbaan als model tijdens haar studieperiode en werkte later als effectenmakelaar op Wall Street. Haar interesse in koken en huisdecoratie leidde in 1976 tot de oprichting van een eigen cateringbedrijf. Haar eerste kookboek, Entertaining uit 1982, werd een succes en markeerde het begin van haar invloedrijke carrière in de lifestyle-sector.
In 1990 lanceerde Stewart het tijdschrift Martha Stewart Living en in 1993 een gelijknamig televisieprogramma. Haar bedrijf, Martha Stewart Living Omnimedia, opgericht in 1997, groeide uit tot een multimediaal lifestyle-imperium met publicaties, televisieprogramma's en merchandising. Samenwerkingen met Kmart leidden tot succesvolle productlijnen, waaronder kookboeken en huishoudelijke artikelen.
In 2004 werd Stewart veroordeeld voor handel met voorkennis met betrekking tot de verkoop van aandelen van ImClone Systems. Ze kreeg vijf maanden gevangenisstraf en huisarrest. Ze maakte echter een succesvolle comeback en sloot nieuwe deals met bedrijven zoals Home Depot, PetSmart en Michaels. Met de lancering van het programma The Martha Stewart Show in 2005 keerde ze terug op de televisie.
In 2015 verkocht Stewart haar bedrijf Martha Stewart Living Omnimedia voor 353 miljoen dollar aan Sequential Brands Group, maar bleef actief als creatief directeur. Haar merk groeide verder.
In 2023 poseerde Stewart op 81-jarige leeftijd voor de badpakeditie van Sports Illustrated, waarmee ze het oudste covermodel van Sports Illustrated ooit werd.

### Privéleven
In 1961 trouwde Martha Kostyra met Andrew Stewart. Zij scheidden in 1990. Hun dochter Alexis Stewart, geboren in 1965, werd ook bekend als televisiepersoonlijkheid.